# Латуш, Гиацинт-Жозеф-Александр
Гиацинт-Жозеф-Александр Латуш более известный, как Анри де Латуш (фр. Hyacinthe-Joseph Alexandre Thabaud de Latouch, Henri de Latouch; 2 февраля 1785, Ла-Шатр — 9 марта 1851, Шатне-Малабри) — французский поэт, прозаик, драматург, журналист, редактор.

## Биография
Во время реставрации и июльской монархии писал в оппозиционных газетах.
После 1830 года редактировал журнал «Фигаро» и не щадил ни либеральных политиков, ни романтиков, восторжествовавших при июльской монархии .
Известен в первую очередь, благодаря публикации в 1819 г. стихов до тех пор малоизвестного французского поэта Андре Шенье, причём текст подвергся редактуре издателя. Тот же текст вошёл и в издание 1874 г. в 3 томах. Обладая достаточной критической проницательностью, он сразу осознал ценность сочинений Андре Шенье.
Будучи редактором «Фигаро», по просьбу друзей Латуш опубликовал роман начинающей писательницы Жорж Санд «Эме», который не произвёл на него впечатления, но он предложил ей сотрудничество в газете и ввёл в парижский литературный мир.

## Избранные произведения
Комедии
- «Les projets de sagesse»
- «La reine d’Espagne»

Романы
- «Olivier Brussen» (подражание рассказу Гофмана: «M-lle de Scudéry»);
- «Clément XIV el Carlo Bertinazzi» (1827);
- «Fragoletta. Naples et Paris en 1799» (1829);
- «Vallée aux loups» (1833).

Сборники стихов